# Diên Sơn
Diên Sơn là một xã thuộc huyện Diên Khánh, tỉnh Khánh Hòa, Việt Nam.
Xã Diên Sơn có diện tích 23,94 km², dân số năm 2014 là 10.396 người, mật độ dân số đạt 357 người/km².

## Giới thiệu
Diên Sơn là một xã nông thôn nằm về phía tây Bắc huyện Diên Khánh có 7 đơn vị hành chính (thôn) gồm thôn Đại Điền Nam 1, thôn Đại Điền Nam 2, thôn Đại Điền Nam 3, thôn Đại Điền Tây 1, thôn Đại Điền Tây 2, thôn Đại Điền Tây 3, thôn Đại Điền Tây 4. Có 02 chùa (Chùa Phước Điền và chùa Hoàng nam Phật Đường) và 01 Nhà thờ Thiên chúa giáo (còn gọi là Nhà thờ Cây Vông); 01 chợ (chợ Diên Sơn); 04 Trường học gồm 01 Trường Mầm non Diên Sơn, 02 Trường Tiểu học, 01 Trường Trung học cơ sở Mạc Đĩnh Chi